# روبرتو کاروسو
روبرتو کاروسو (ایتالیایی: Roberto Caruso؛ زادهٔ ۲۳ مهٔ ۱۹۶۷) دوچرخه‌سوار اهل ایتالیا است.
وی در مسابقات کشوری و بین‌المللی در مجموع برندهٔ ۱ مدال نقره شده‌است.